# Gonomyia (Teuchogonomyia) aciculifera
Gonomyia (Teuchogonomyia) aciculifera is een tweevleugelige uit de familie steltmuggen (Limoniidae). De soort komt voor in het Nearctisch gebied.